# Сердезьке сільське поселення (Сернурський район)
Серде́зьке сільське поселення (рос. Сердежское сельское поселение) — муніципальне утворення у складі Сернурського району Марій Ел, Росія. Адміністративний центр — присілок Великий Сердеж.

## Історія
Станом на 2002 рік існувала Сердезька сільська рада (присілки Ахматенер, Ведоснур, Великий Сердеж, Верхній Малий Сернур, Глазиріно, Красний Ключ, Нижня Мушка, Пирогово, Правий Малий Сернур, Приустьє Мушки, Чашкаял), присілки Лаптево, Лівий Малий Сернур, Літник, Малий Піжай, Нижній Малий Сернур, Токтамиж, Удільний Піжай перебували у складі Токтамизької сільської ради, присілки Кочанур, Чібиж — у складі Дубниківської сільської ради.

## Населення
Населення — 1807 осіб (2019, 1978 у 2010, 1902 у 2002).

## Склад
До складу поселення входять такі населені пункти:
| Населений пункт                | Населення, осіб (2002) | Населення, осіб (2010) |
| ------------------------------ | ---------------------- | ---------------------- |
| Ахматенер, присілок            | 169                    | 175                    |
| Ведоснур, присілок             | 3                      | 3                      |
| Великий Сердеж, присілок       | 195                    | 214                    |
| Верхній Малий Сернур, присілок | 25                     | 17                     |
| Глазиріно, присілок            | 97                     | 103                    |
| Кочанур, присілок              | 245                    | 288                    |
| Красний Ключ, присілок         | 44                     | 40                     |
| Лаптєво, присілок              | 23                     | 29                     |
| Лівий Малий Сернур, присілок   | 25                     | 24                     |
| Літник, присілок               | 196                    | 218                    |
| Малий Піжай, присілок          | 38                     | 28                     |
| Нижній Малий Сернур, присілок  | 64                     | 70                     |
| Нижня Мушка, присілок          | 70                     | 59                     |
| Пирогово, присілок             | 109                    | 97                     |
| Правий Малий Сернур, присілок  | 18                     | 16                     |
| Приустьє Мушки, присілок       | 113                    | 124                    |
| Токтамиж, присілок             | 96                     | 98                     |
| Удільний Піжай, присілок       | 90                     | 85                     |
| Чашкаял, присілок              | 281                    | 287                    |
| Чібиж, присілок                | 1                      | 3                      |